# U-17-Fußball-Asienmeisterschaft 2023
Die 19. U-17-Fußball-Asienmeisterschaft (offiziell: 2023 AFC U-17 Asian Cup) wurde vom 15. Juni bis zum 2. Juli 2023 in Thailand ausgetragen. Sie sollte ursprünglich vom 3. bis zum 20. Mai 2023 in Bahrain ausgetragen werden, nachdem das Land bereits als Gastgeber der wegen der Corona-Pandemie ausgefallenen U-16-Fußball-Asienmeisterschaft 2021 vorgesehen war. Es traten 16 Mannschaften zunächst in der Gruppenphase in vier Gruppen und danach im K.-o.-System gegeneinander an. Das Turnier diente als asiatische Qualifikation für die U-17-Fußball-Weltmeisterschaft 2023 in Indonesien. Die besten vier Mannschaften qualifizierten sich dafür.
Titelverteidiger Japan gewann das Turnier durch einen 3:0-Sieg im Finale gegen Südkorea. Die beiden hatten sich im Halbfinale gegen den Iran und Usbekistan durchgesetzt. Torschützenkönig wurde der Japaner Gaku Nawata, der fünf Tore erzielte. Er wurde außerdem zum besten Spieler des Turniers ernannt.

## Teilnehmer

### Qualifikation
Von den 47 Mitgliedsverbänden der AFC meldeten sich 44 zur Teilnahme an. Die Auslosung der Gruppen fand am 24. Mai 2022 in Kuala Lumpur statt. Die bis dato angewandte Regel, die Teams nach ihrer geographischen Lage in die Westregion (bestehend aus West-, Zentral- und Südasien) und die Ostregion (bestehend aus Südost- und Ostasien) aufzuteilen, hatte die AFC im Februar 2022 aufgehoben. Die Mannschaften wurden in vier Fünfer- und sechs Vierergruppen gelost.
Die Gruppen wurden vom 1. bis zum 9. Oktober 2022 weiterhin als Miniturniere ausgetragen, bei denen je einer der Teilnehmer als Gastgeber einer Gruppe fungierte. Jede Mannschaft spielte einmal gegen jede andere ihrer Gruppe. Da bis zum Start der Qualifikation kein neuer Gastgeber gefunden wurde, qualifizierten sich neben den zehn Gruppensieger auch die sechs besten Zweitplatzierten für die Endrunde. Der spätere Gastgeber aus Thailand nahm so ebenfalls an der Qualifikation teil.
Ohne die abgesagte Austragung 2021 zu berücksichtigen, konnte sich Japan konnte sich zum insgesamt 16. Mal für die Endrunde qualifizieren und bleibt damit Rekordteilnehmer. Dicht dahinter folgen die regionalen Nachbarn Südkorea und China mit je 15 sowie mit jeweils 12 Teilnahmen der Iran und Gastgeber Thailand. Für Saudi-Arabien und Usbekistan ist es jeweils die erste Teilnahme nach 2016, für China und Katar jeweils die erste nach 2014 und für Laos die erste nach 2012. Für Afghanistan ist es nach 2018 erst die zweite Teilnahme überhaupt.
Von den qualifizierten Mannschaften der abgesagten Austragung 2021 fehlen Bahrain, Indonesien, der Jemen, Nordkorea, der Oman und die Vereinigten Arabischen Emirate. Weiter überstanden neben Indonesien, dem Jemen und dem Oman mit dem Irak und Jordanien zwei weitere Teilnehmer von 2018 die Qualifikation nicht, während Nordkorea erst gar nicht teilnahm.

### Auslosung
Die Gruppenauslosung fand am 30. März 2023 in der thailändischen Hauptstadt Bangkok statt. Die Mannschaften wurden entsprechend ihren Platzierungen bei der letzten Austragung im September 2018 auf vier Lostöpfe verteilt und in vier Gruppen mit jeweils vier Mannschaften gelost. Gastgeber Thailand war bereits als Gruppenkopf der Gruppe A gesetzt.
- Lostopf 1: Thailand, Japan, Tadschikistan, Südkorea
- Lostopf 2: Australien, Indien, Iran, Jemen
- Lostopf 3: Malaysia, Vietnam, Afghanistan, Saudi-Arabien
- Lostopf 4: China, Usbekistan, Katar, Laos

Die Auslosung ergab folgende Gruppeneinteilung:
| Gruppe A | Gruppe B    | Gruppe C      | Gruppe D   |
| -------- | ----------- | ------------- | ---------- |
| Thailand | Südkorea    | Tadschikistan | Japan      |
| Jemen    | Iran        | Australien    | Indien     |
| Malaysia | Afghanistan | Saudi-Arabien | Vietnam    |
| Laos     | Katar       | China         | Usbekistan |

## Gruppenphase
Die Gruppensieger und -zweiten qualifizierten sich für das Viertelfinale, die Dritt- und Viertplatzierten schieden aus dem Wettbewerb aus. Bei Punktgleichheit zweier oder mehrerer Mannschaften wurde die Platzierung durch folgende Kriterien ermittelt:
1. Anzahl Punkte im direkten Vergleich
2. Tordifferenz im direkten Vergleich
3. Anzahl Tore im direkten Vergleich
4. Wenn nach der Anwendung der Kriterien 1 bis 3 immer noch mehrere Mannschaften denselben Tabellenplatz belegen, werden die Kriterien 1 bis 3 erneut angewendet, jedoch ausschließlich auf die Direktbegegnungen der betreffenden Mannschaften. Sollte auch dies zu keiner definitiven Platzierung führen, werden die Kriterien 5 bis 9 angewendet.
5. Tordifferenz aus allen Gruppenspielen
6. Anzahl Tore in allen Gruppenspielen
7. Wenn es nur um zwei Mannschaften geht und diese beiden auf dem Platz stehen, kommt es zwischen diesen zu einem Elfmeterschießen.
8. Niedrigere Anzahl Punkte durch Gelbe und Rote Karten (Gelbe Karte 1 Punkt, Gelb-Rote und Rote Karte 3 Punkte, Gelbe Karte auf die eine direkte Rote Karte folgt 4 Punkte)
9. Losziehung

### Gruppe A
| Pl. | Land     | Sp. | S | U | N | Tore    | Diff. | Punkte |
| --- | -------- | --- | - | - | - | ------- | ----- | ------ |
| 1.  | Thailand | 3   | 3 | 0 | 0 | 006:100 | +5    | 09     |
| 2.  | Jemen    | 3   | 2 | 0 | 1 | 006:200 | +4    | 06     |
| 3.  | Malaysia | 3   | 1 | 0 | 2 | 002:800 | −6    | 03     |
| 4.  | Laos     | 3   | 0 | 0 | 3 | 003:600 | −3    | 0      |

| 15. Juni 2023, 17:00 Uhr (12:00 Uhr MESZ) in Tha Khlong  |   |          |           |
| Jemen                                                    | – | Malaysia | 4:0 (2:0) |
| 15. Juni 2023, 19:00 Uhr (14:00 Uhr MESZ) in Bueng Yitho |   |          |           |
| Thailand                                                 | – | Laos     | 2:1 (1:1) |
| 18. Juni 2023, 17:00 Uhr (12:00 Uhr MESZ) in Tha Khlong  |   |          |           |
| Laos                                                     | – | Jemen    | 1:2 (0:1) |
| 18. Juni 2023, 19:00 Uhr (14:00 Uhr MESZ) in Bueng Yitho |   |          |           |
| Malaysia                                                 | – | Thailand | 0:3 (0:1) |
| 21. Juni 2023, 19:00 Uhr (14:00 Uhr MESZ) in Bueng Yitho |   |          |           |
| Thailand                                                 | – | Jemen    | 1:0 (0:0) |
| 21. Juni 2023, 19:00 Uhr (14:00 Uhr MESZ) in Tha Khlong  |   |          |           |
| Malaysia                                                 | – | Laos     | 2:1 (1:1) |

### Gruppe B
| Pl. | Land        | Sp. | S | U | N | Tore    | Diff. | Punkte |
| --- | ----------- | --- | - | - | - | ------- | ----- | ------ |
| 1.  | Iran        | 3   | 2 | 1 | 0 | 008:100 | +7    | 07     |
| 2.  | Südkorea    | 3   | 2 | 0 | 1 | 010:300 | +7    | 06     |
| 3.  | Afghanistan | 3   | 1 | 0 | 2 | 003:110 | −8    | 03     |
| 4.  | Katar       | 3   | 0 | 1 | 2 | 002:800 | −6    | 01     |

| 16. Juni 2023, 19:00 Uhr (14:00 Uhr MESZ) in Bueng Yitho |   |             |           |
| Südkorea                                                 | – | Katar       | 6:1 (3:1) |
| 16. Juni 2023, 21:00 Uhr (16:00 Uhr MESZ) in Bangkok     |   |             |           |
| Iran                                                     | – | Afghanistan | 6:1 (3:1) |
| 19. Juni 2023, 19:00 Uhr (14:00 Uhr MESZ) in Bueng Yitho |   |             |           |
| Afghanistan                                              | – | Südkorea    | 0:4 (0:3) |
| 19. Juni 2023, 21:00 Uhr (16:00 Uhr MESZ) in Bangkok     |   |             |           |
| Katar                                                    | – | Iran        | 0:0       |
| 22. Juni 2023, 21:00 Uhr (16:00 Uhr MESZ) in Bueng Yitho |   |             |           |
| Südkorea                                                 | – | Iran        | 0:2 (0:2) |
| 22. Juni 2023, 21:00 Uhr (16:00 Uhr MESZ) in Bangkok     |   |             |           |
| Afghanistan                                              | – | Katar       | 2:1 (2:1) |

### Gruppe C
| Pl. | Land          | Sp. | S | U | N | Tore    | Diff. | Punkte |
| --- | ------------- | --- | - | - | - | ------- | ----- | ------ |
| 1.  | Saudi-Arabien | 3   | 3 | 0 | 0 | 007:000 | +7    | 09     |
| 2.  | Australien    | 3   | 2 | 0 | 1 | 007:500 | +2    | 06     |
| 3.  | Tadschikistan | 3   | 0 | 1 | 2 | 001:500 | −4    | 01     |
| 4.  | China         | 3   | 0 | 1 | 2 | 004:900 | −5    | 01     |

| 16. Juni 2023, 17:00 Uhr (12:00 Uhr MESZ) in Samet   |   |               |           |
| Australien                                           | – | Saudi-Arabien | 0:2 (0:1) |
| 16. Juni 2023, 21:00 Uhr (16:00 Uhr MESZ) in Samet   |   |               |           |
| Tadschikistan                                        | – | China         | 1:1 (1:1) |
| 19. Juni 2023, 17:00 Uhr (12:00 Uhr MESZ) in Samet   |   |               |           |
| China                                                | – | Australien    | 3:5 (2:4) |
| 19. Juni 2023, 21:00 Uhr (16:00 Uhr MESZ) in Samet   |   |               |           |
| Saudi-Arabien                                        | – | Tadschikistan | 2:0 (0:0) |
| 22. Juni 2023, 17:00 Uhr (12:00 Uhr MESZ) in Bangkok |   |               |           |
| Tadschikistan                                        | – | Australien    | 0:2 (0:0) |
| 22. Juni 2023, 17:00 Uhr (12:00 Uhr MESZ) in Samet   |   |               |           |
| Saudi-Arabien                                        | – | China         | 3:0 (1:0) |

### Gruppe D
| Pl. | Land       | Sp. | S | U | N | Tore    | Diff. | Punkte |
| --- | ---------- | --- | - | - | - | ------- | ----- | ------ |
| 1.  | Japan      | 3   | 2 | 1 | 0 | 013:500 | +8    | 07     |
| 2.  | Usbekistan | 3   | 2 | 1 | 0 | 003:100 | +2    | 07     |
| 3.  | Indien     | 3   | 0 | 1 | 2 | 005:100 | −5    | 01     |
| 4.  | Vietnam    | 3   | 0 | 1 | 2 | 001:600 | −5    | 01     |

| 17. Juni 2023, 17:00 Uhr (12:00 Uhr MESZ) in Bangkok    |   |            |           |
| Japan                                                   | – | Usbekistan | 1:1 (1:0) |
| 17. Juni 2023, 19:00 Uhr (14:00 Uhr MESZ) in Tha Khlong |   |            |           |
| Indien                                                  | – | Vietnam    | 1:1 (0:1) |
| 20. Juni 2023, 17:00 Uhr (12:00 Uhr MESZ) in Bangkok    |   |            |           |
| Vietnam                                                 | – | Japan      | 0:4 (0:1) |
| 20. Juni 2023, 19:00 Uhr (14:00 Uhr MESZ) in Tha Khlong |   |            |           |
| Usbekistan                                              | – | Indien     | 1:0 (0:0) |
| 23. Juni 2023, 19:00 Uhr (14:00 Uhr MESZ) in Bangkok    |   |            |           |
| Japan                                                   | – | Indien     | 8:4 (3:0) |
| 23. Juni 2023, 19:00 Uhr (14:00 Uhr MESZ) in Tha Khlong |   |            |           |
| Vietnam                                                 | – | Usbekistan | 0:1 (0:1) |

## Finalrunde
Im Viertel-, Halbfinale sowie im Finale wurde im K.-o.-System gespielt. Stand es bei den Spielen der Finalrunde nach der regulären Spielzeit von 90 Minuten unentschieden, kam es gleich zum Elfmeterschießen. Eine Verlängerung von zweimal 15 Minuten wurde nicht ausgespielt.

### Spielplan
|  | Viertelfinale | Viertelfinale |          |   | Halbfinale | Halbfinale |  |  | Finale | Finale |
|  |               |               |          |   |            |            |  |  |        |        |
|  | Thailand      | 1             |          |   |            |            |  |  |        |        |
|  | Südkorea      | 4             |          |   |            |            |  |  |        |        |
|  | Südkorea      | 4             | Südkorea | 1 |            |            |  |  |        |        |
|  |               |               | Südkorea | 1 |            |            |  |  |        |        |
|  |               | Usbekistan    | 0        |   |            |            |  |  |        |        |
|  | Saudi-Arabien | Usbekistan    | 0        | 0 |            |            |  |  |        |        |
|  | Saudi-Arabien |               |          | 0 |            |            |  |  |        |        |
|  | Usbekistan    | 2             |          |   |            |            |  |  |        |        |
|  |               |               | Südkorea | 0 |            |            |  |  |        |        |
|  |               | Japan         | 3        |   |            |            |  |  |        |        |
|  | Iran          | 0 (4)1        |          |   |            |            |  |  |        |        |
|  | Jemen         | 0 (2)         |          |   |            |            |  |  |        |        |
|  | Jemen         | 0 (2)         | Iran     | 0 |            |            |  |  |        |        |
|  |               |               | Iran     | 0 |            |            |  |  |        |        |
|  |               | Japan         | 3        |   |            |            |  |  |        |        |
|  | Japan         | Japan         | 3        | 3 |            |            |  |  |        |        |
|  | Japan         |               |          | 3 |            |            |  |  |        |        |
|  | Australien    | 1             |          |   |            |            |  |  |        |        |

1 Sieg im Elfmeterschießen

### Viertelfinale
| 25. Juni 2023, 17:00 Uhr (12:00 Uhr MESZ) in Tha Khlong  |   |            |                |
| Iran                                                     | – | Jemen      | 0:0, 4:2 i. E. |
| 25. Juni 2023, 21:00 Uhr (16:00 Uhr MESZ) in Bueng Yitho |   |            |                |
| Thailand                                                 | – | Südkorea   | 1:4 (1:2)      |
| 26. Juni 2023, 17:00 Uhr (12:00 Uhr MESZ) in Bueng Yitho |   |            |                |
| Japan                                                    | – | Australien | 3:1 (2:0)      |
| 26. Juni 2023, 21:00 Uhr (16:00 Uhr MESZ) in Tha Khlong  |   |            |                |
| Saudi-Arabien                                            | – | Usbekistan | 0:2 (0:0)      |

### Halbfinale
| 29. Juni 2023, 17:00 Uhr (12:00 Uhr MESZ) in Tha Khlong  |   |            |           |
| Iran                                                     | – | Japan      | 0:3 (0:2) |
| 29. Juni 2023, 21:00 Uhr (16:00 Uhr MESZ) in Bueng Yitho |   |            |           |
| Südkorea                                                 | – | Usbekistan | 1:0 (1:0) |

### Finale
| Südkorea                                                           | Südkorea | Japan | Japan |
| ------------------------------------------------------------------ | --- | --- | ----- |
| Südkorea                                                           | \| Finale \| \| 2. Juli 2023 um 19:00 Uhr (14:00 MESZ) in Bueng Yitho (BG Stadium) \| \| Zuschauer: 2.660 \| \| Schiedsrichter: Mongkolchai Pechsri ( Thailand) \| \| Spielbericht \| | \| Finale \| \| 2. Juli 2023 um 19:00 Uhr (14:00 MESZ) in Bueng Yitho (BG Stadium) \| \| Zuschauer: 2.660 \| \| Schiedsrichter: Mongkolchai Pechsri ( Thailand) \| \| Spielbericht \| | Japan |
| Südkorea                                                           | Hong Seong-min – Lee Chang-woo, Kang Min-woo, Ko Jong-hyun, Seo Jeong-hyeok (75. Kim Hyun-min) – Baek In-woo, Lim Hyun-sub (61. Kim Seong-ju), Jin Tae-ho (61. Park Seung-soo) – Yoon Do-young (75. Lee Su-ro), Kim Myung-jun , Yang Min-hyeok (45.+3' Yoo Min-jun) Cheftrainer: Byun Sung-hwan | Wataru Gotō – Shōtarō Shibata, Kōtarō Honda, Kaito Tsuchiya (87. Shūto Nagano), Keita Kosugi – Ryūnosuke Satō, Ryūnosuke Yada (61. Kohei Mochizuki), Yōtarō Nakajima (79. Jōi Yamamoto), Yumeki Yoshinaga (87. Gakuto Kawamura) – Yutaka Michiwaki, Gaku Nawata Cheftrainer: Yoshirō Moriyama | Japan |
| Südkorea                                                           | 0:1 Nawata (45.+1') 0:2 Nawata (66.) 0:3 Michiwaki (90.+6') | | Japan |
| Südkorea                                                           | Ko (13.), Kim S. (90.) | Yada (56.) | Japan |
| Südkorea                                                           | Ko (44.) | | Japan |
| Finale                                                             | | |       |
| 2. Juli 2023 um 19:00 Uhr (14:00 MESZ) in Bueng Yitho (BG Stadium) | | |       |
| Zuschauer: 2.660                                                   | | |       |
| Schiedsrichter: Mongkolchai Pechsri ( Thailand)                    | | |       |
| Spielbericht                                                       | | |       |

## Torschützenliste
Nachfolgend sind die besten Torschützen des Turnieres aufgeführt. Bei gleicher Anzahl an Toren sind die Spieler zunächst nach der Anzahl der Vorlagen und anschließend nach den Spielminuten sortiert.
| Rang | Spieler           | Tore | Vorlagen | Spielminuten |
| ---- | ----------------- | ---- | -------- | ------------ |
| 01   | Gaku Nawata       | 5    | 0        | 291          |
| 02   | Kohei Mochizuki   | 4    | 2        | 299          |
| 03   | Yoon Do-young     | 4    | 1        | 430          |
| 04   | Kim Myung-jun     | 4    | 1        | 437          |
| 05   | Yutaka Michiwaki  | 4    | 0        | 402          |
| 06   | Baek In-woo       | 3    | 2        | 480          |
| 07   | Wang Yudong       | 3    | 0        | 270          |
| 08   | Nestory Irankunda | 3    | 0        | 308          |

Zu diesen besten Torschützen mit mindestens drei Toren kommen 12 weitere mit jeweils zwei Toren, 41 weitere mit je einem Tor sowie vier Eigentore.

## Schiedsrichter
Beim Turnier kamen die folgende Schiedsrichter zum Einsatz.
Hauptschiedsrichter
- Shen Yinhao
- Thoriq Alkatiri
- Pranjal Banerjee
- Payam Heidari
- Ahmed al-Ali
- Ali Reda
- Omar al-Yaqoubi
- Kim Jong-hyeok
- Nasrullo Kabirov
- Mongkolchai Pechsri
- Rustam Lutfullin
- Ahmed Darwish

Schiedsrichterassistenten
- Saleh Janahi
- Mohammed Manir Dhali
- Zhang Cheng
- Sulchan Nurhadi
- Ahmed al-Baghdadi
- Arman Assadi
- Ayman Obeidat
- Ismailzhan Talipzhanov
- Hamed al-Ghafri
- Park Kyun-yong
- Omar al-Jamal
- Fadi Mahmoud
- Akmal Buriev
- Pattarapong Kijsathit
- Alisher Usmanov
- Jasem al-Ali